# Independência algébrica
Em álgebra abstrata, um subconjunto S de um corpo L é algebricamente independente sobre um subcorpo K se os elementos de S não satisfazem nenhuma equação polinômica não-trivial com coeficientes em K. Isto significa que para toda série finita α1, ..., αn de elementos de S, não sendo dois idênticas, e todo polinômio distinto de zero P(x1, ..., xn) com coeficientes em K, temos
P(α1,...,αn) ≠ 0.
Em particular, um conjunto de um elemento {α} é algebricamente independente sobre K se e somente se α é transcendente sobre K.
Em geral, todos os elementos de um conjunto algebricamente independente sobre K são necessariamente transcendentes sobre K, mas isso está longe de ser uma condição suficiente.
Por exemplo, o subconjunto {√π, 2π+1} dos reais R não é algebricamente independente sobre os racionais Q, dado que o polinômio distinto de zero
{\displaystyle P(x_{1},x_{2})=2x_{1}^{2}-x_{2}+1}
resulta zero quando √π é substituido por x1 e 2π+1 é substituido por x2.
O teorema de Lindemann-Weierstrass pode frequentemente ser usado para provar que alguns conjuntos são algebricamente independentes sobre {\displaystyle \mathbb {Q} }. Afirma que quando α1,...,αn são números algébricos que sejam linearmente independentes sobre Q, então eα1,...,eαn são algebricamente independentes sobre Q.
Não se conhece se o conjunto {π, e} é algebricamente independente sobre Q. Nesterenko provou em 1996 que {π, eπ, Γ(1/4)} é algebricamente independente sobre Q.
Dada uma Extensão de corpo L/K, podemos usar o lema de Zorn para mostrar que sempre existe um máximo subconjunto algebricamente independente de L sobre K. Mais ainda, todos os máximos subconjuntos algebricamente independentes tem a mesma cardinalidade, conhecida como grau de transcendência da extensão.